# Bloodsport
Bloodsport is een Amerikaanse martialarts-/actiefilm uit 1988 van regisseur Newt Arnold. Hoofdpersonage Frank Dux (gespeeld door Jean-Claude Van Damme) is een echt bestaand persoon die als gevechtscoördinator betrokken was bij het maken van de film. Het bestaan van het in Bloodsport opgevoerde vechttoernooi en Dux' rol daarin is gebaseerd op zijn getuigenis, maar omdat zijn verhaal niet te verifiëren is, wordt er getwijfeld aan de waarheidsgehalte ervan.
De film is een van Van Dammes populairste films onder fans en is uitgegroeid tot een cultfilm.

## Verhaal
Frank Dux is een Amerikaan die door zijn Japanse sensei Tanaka (Roy Chiao) onderwezen is in ninjutsu. Normaal wordt dit alleen doorgegeven van vader op zoon, maar omdat Tanaka's zoon is overleden, is voor Dux een uitzondering gemaakt. Dux reist naar Hongkong om deel te nemen aan de Kumite, een illegaal vechttoernooi waarin vechters uit alle windstreken het tegen elkaar opnemen. De vechters komen uit verschillende disciplines, zoals muay thai, kungfu en sumo. Winnen is alleen mogelijk als de tegenstander niet meer opstaat, opgeeft of uit de vechtring wordt gegooid.
Dux raakt bevriend met de Amerikaanse journaliste Janice Kent (Leah Ayres) en brute kracht Ray Jackson (Donald Gibb). Al snel blijkt het een hard toernooi te zijn met vele sterke vechters. De regerend kampioen is Chong Li (Yang Sze, op de aftiteling genoemd bij zijn pseudoniem Bolo Yeung), die zijn tegenstanders bij herhaling zwaargewond of dood achterlaat.
Terwijl het driedaagse toernooi bezig is, willen legerofficieren Helmer (Norman Burton) en Rawlins (Forest Whitaker) Dux mee terug nemen naar Amerika voordat hij gewond raakt in het toernooi. Dux ontsnapt keer op keer en komt ondertussen steeds verder in het toernooi.
Jackson schopt het tot de kwartfinale, waar hij het tegen Chong Li moet opnemen. Net wanneer Jackson denkt dat hij zijn tegenstander heeft verslagen, komt Chong Li terug en slaat hem het ziekenhuis in. Dux belooft dat hij Chong Li zal verslaan. Kent en de legerofficieren proberen Dux nog een keer te stoppen, maar desondanks hij kan toch beginnen aan de laatste toernooidag. In de finale komt hij tegenover Chong Li te staan. In het gevecht is Dux aan de winnende hand, maar Chong Li gooit poeder in de ogen van Dux, wat hem verblindt. Toch slaagt Dux erin Chong Li te overmeesteren en hem te dwingen om af te tikken, wat de ergst mogelijke vernedering is voor Chong Li. Hiermee wordt hij de eerste westerse winnaar van de Kumite.

## Rolverdeling
| Acteur                | Personage                    |
| --------------------- | ---------------------------- |
| Jean-Claude Van Damme | Frank Dux                    |
| Pierre Rafini         | Jonge Frank                  |
| Leah Ayres            | Janice Kent                  |
| Donald Gibb           | Ray Jackson                  |
| Bolo Yeung            | Chong Li                     |
| Norman Burton         | Officier Helmer              |
| Forest Whitaker       | Officier Rawlins             |
| Roy Chiao             | Sensei Tanaka                |
| Philip Chan           | Hoofdinspecteur Chen         |
| Ken Siu               | Victor Lin (als Kenneth Siu) |
| Kimo Lai Kwok Ki      | Hiro                         |
| Michel Qissi          | Suan Parades                 |
| Bernard Mariano       | Sadiq Hossein                |
| John Foster           | Gustafson                    |
| Bill Yuen Ping Kuen   | Oshima                       |
| A.P. George           | Scheidsrechter               |

## Productie
Het idee voor de film kwam van filmmaker en scenarioschrijver Sheldon Lettich. Hij kwam op het idee nadat hij kennis maakte met Frank Dux, een zelfbenoemd vechtkunstenaar die een eigen school had genaamd Dux Ryu Ninjutsu. Frank Dux beweerde dat hij sinds zijn jeugd getraind was tot een ninja door een ninjutsu-expert genaamd Senzo Tanaka. Ook beweerde Dux, dat hij in 1975 deelnam aan een geheim vechtsporttoernooi genaamd Kumite en deze won. Zijn vermeende overwinning diende als inspiratie voor Sheldon Lettich voor de film Bloodsport, waarbij Dux diende als gevechtschoreograaf. Veel later bleek dat Dux enkel leugens had verteld. De overwinning van Dux bij het Kumite wordt betwist, evenals het bestaan van zowel het Kumite als zijn meester Senzo Tanaka.
De film werd in zijn geheel opgenomen in de stad Hongkong. Hierbij werd ook gefilmd in de beruchte wijk Kowloon Walled City, voordat die wijk in 1993 afgebroken werd.

## Vervolgen
- Bloodsport 2 (Bloodsport II: The Next Kumite, 1996)
- Bloodsport III (1997)
- Bloodsport: The Dark Kumite (1999)

## Trivia
- Yang Sze speelde eerder het personage Bolo in Enter the Dragon met Bruce Lee. De meeste tekst van Szes personage in Bloodsport komt overeen met die van Lee in Enter the Dragon.
- Deze film is de eerste film waarin Jean-Claude van Damme de hoofdrol speelde. Hierna zou hij definitief doorbreken in de filmwereld.
- Nadat de film gemaakt was, bleek dat de montage van deze film van slechte kwaliteit was. Daarom besloot filmmaatschappij The Cannon Group de film niet uit te brengen, tot ontsteltenis van Jean-Claude van Damme. Van Damme smeekte de filmmaatschappij om de film uit te brengen. Toen dat niet lukte, besloot Van Damme mee te helpen om de montage van de film te verbeteren. Van Damme en Michel Qissi promootten de film eerst in Maleisië via Maleisische producenten. Nadat de film daar een succes werd, besloot de filmmaatschappij de film, na twee jaar uitstel, dan toch uit te brengen in de Verenigde Staten.
- De meeste vechters in de film waren in het echte leven professionele vechters. Bernard Mariano, die vechter Hossein speelt, werd daadwerkelijk bewusteloos geslagen door Van Damme met een elleboog in het gezicht. Deze scene werd in de film gebruikt.